# Blennospora doliiformis
Blennospora doliiformis là một loài thực vật có hoa trong họ Cúc. Loài này được Keighery mô tả khoa học đầu tiên năm 2002.